# Cerro de los locos
El Cerro de los locos, anteriormente conocido como Cerro de las balas, es un mirador situado dentro del parque de la Dehesa de la Villa de Madrid (España), desde el que se puede contemplar gran parte de la ciudad y de su sierra. 

## Historia
En 1927, los terrenos del cerro pertenecían al Colegio de Huérfanos de Hacienda, separados por el canalillo del Colegio de Huérfanos de Ferroviarios, que se lo permutó al Ayuntamiento de Madrid por otra parcela en Moratalaz en 1998. En 1882, en La gaceta agrícola del Ministerio de Fomento, se le menciona como ‘Cerro de las balas’ posiblemente por su cercanía al campo de prácticas de la Sociedad Nacional de Tiro. El espacio era frecuentado por pastores, jornaleros, obreros, capataces, guardas y gente principalmente del campo, y fue utilizado para actividades como los congresos de maquinaria agrícola.
En 1923, la revista Mundo Gráfico nombró por primera vez este mismo lugar como ‘Cerro de los locos’ por la variedad de personajes que entrenaban en estos terrenos, incluso se mencionaba que practicaban el nudismo. Un año más tarde, en el periódico La Voz apareció otro artículo en el que de nuevo se hacía referencia al lugar como ‘Cerro de los locos’ por ser frecuentado por grupos de acróbatas, deportistas, luchadores y toreros que, por el tipo de entrenamientos que practicaban, no parecían estar en sus cabales. Este grupo de gente tan diversa se organizó comunalmente para tener piscina, duchas, incluso un solárium semicircular, en principio hecho de tierra y más tarde de piedra, donde organizar sus reuniones y al que llamaron Parlamento.
Durante la Guerra Civil, fue un lugar estratégico para la defensa de Madrid porque se podían observar algunas de las entradas a la ciudad. En su entorno, hubo trincheras y hasta hace poco se podían encontrar restos de metralla y de munición. Más tarde, durante los años del franquismo, en los que no había derecho de reunión, resultó un sitio más o menos seguro en el que poder tener reuniones clandestinas. También se conservaron durante algún tiempo, hasta que fueron sellados, los refugios o búnkeres, con túneles que los comunicaban y que se usaron para vivir en los peores años de la posguerra.
Ya en los años 80, en lo más alto del cerro se instaló un transformador eléctrico sobre una gran peana de hormigón en cuyas paredes se podía jugar a pelota vasca y al frontón. Desde entonces, sigue siendo usado por pelotaris pero, en vez del transformador, hay antenas de telefonía. En esta gran torreta se encuentra una placa conmemorativa de los más de cien años de existencia de este lugar de entrenamiento.
Una de las personas habituales del ‘Cerro de los locos’ es Ángel Vázquez Sarti, conocido también como Ángelo, El Titiritero o El Rubio, por sus actividades artísticas, vecinales o jardineras. Cuida del cerro, de las plantas y de la limpieza del entorno de forma voluntaria desde hace décadas, primero porque le servía para sus entrenamientos y luego para su espectáculo de títeres.

## Galería

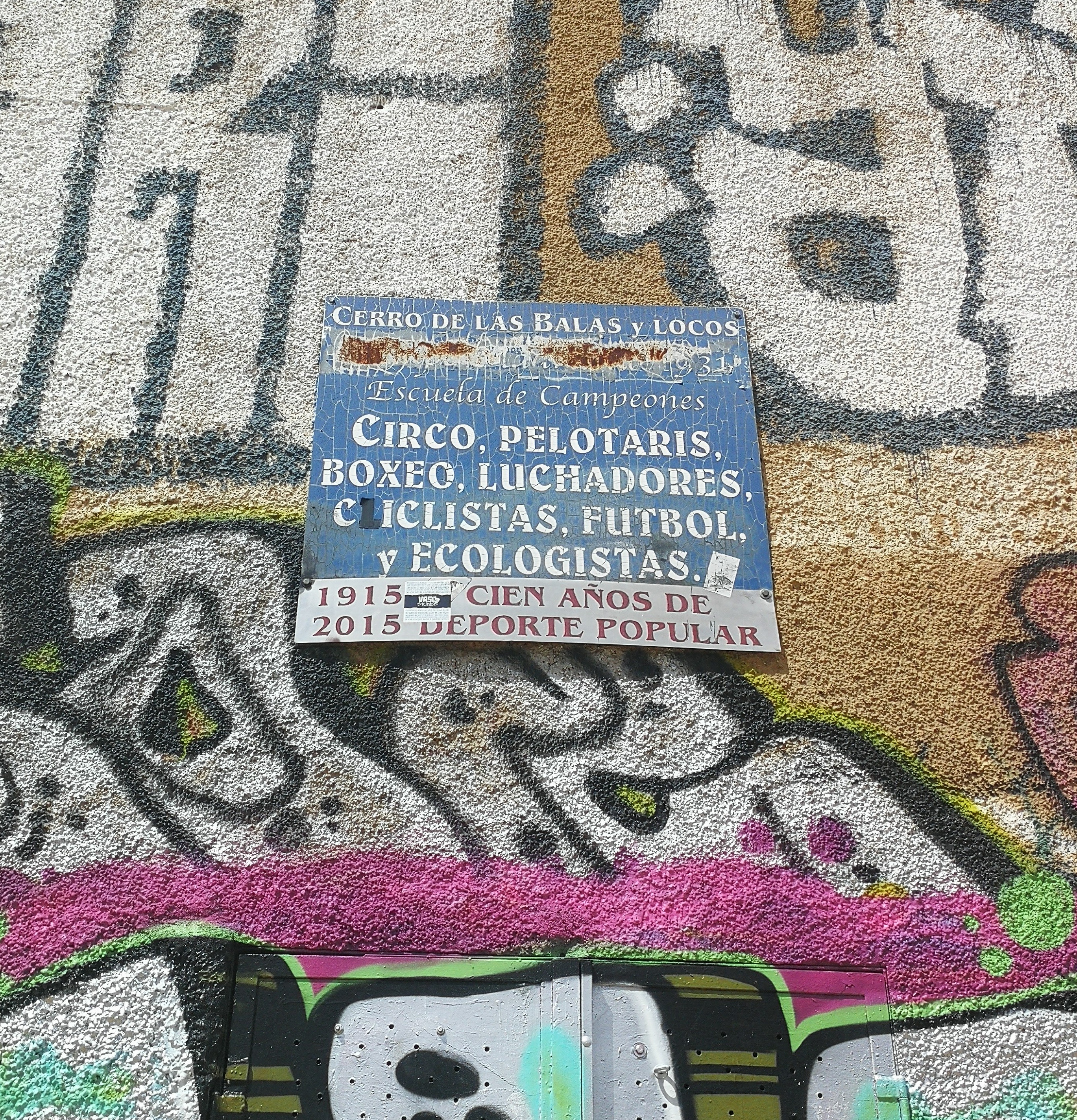
Placa conmemorativa en el Cerro de los locos
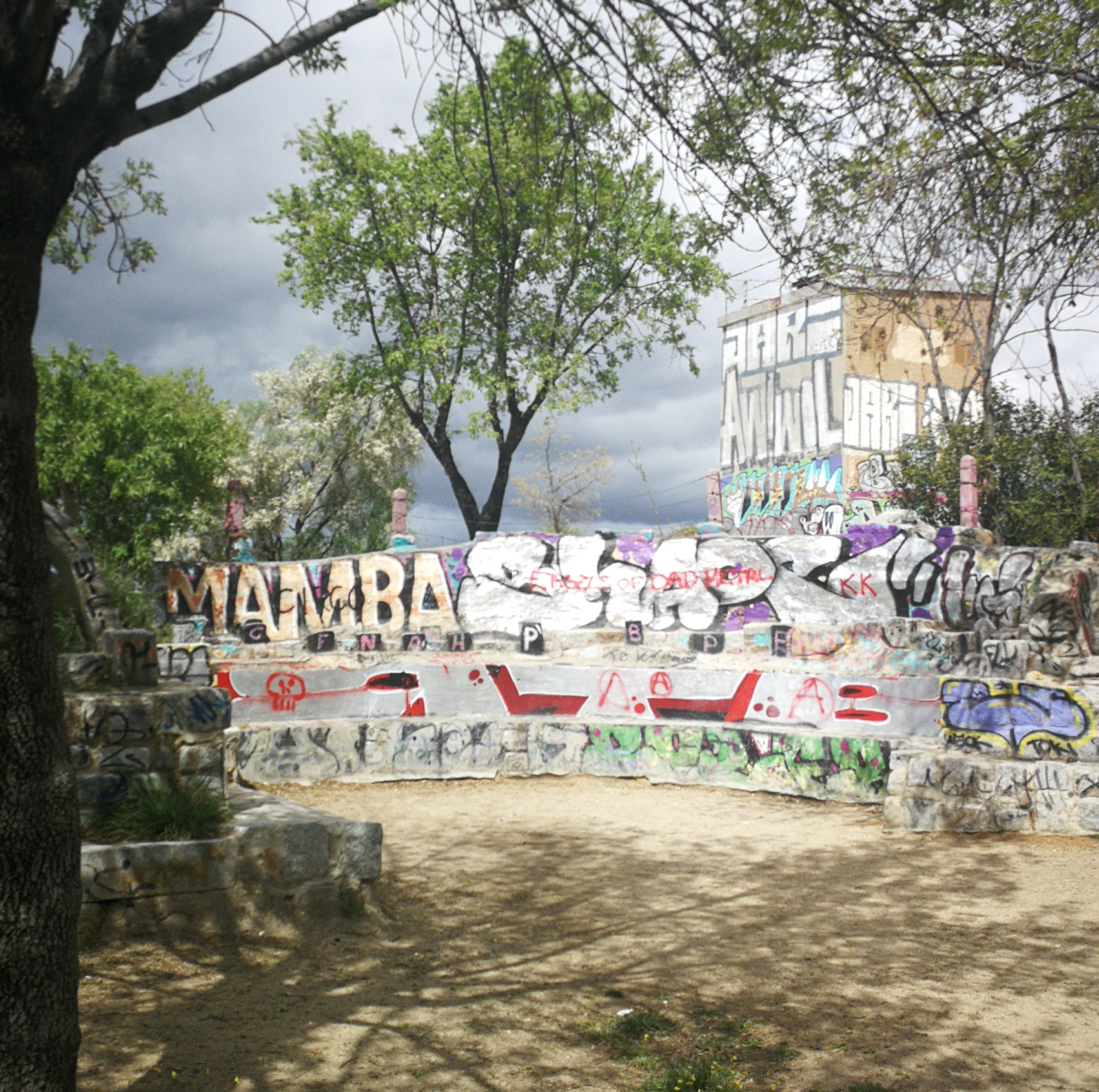
Construcciones realizadas en el Cerro de los locos
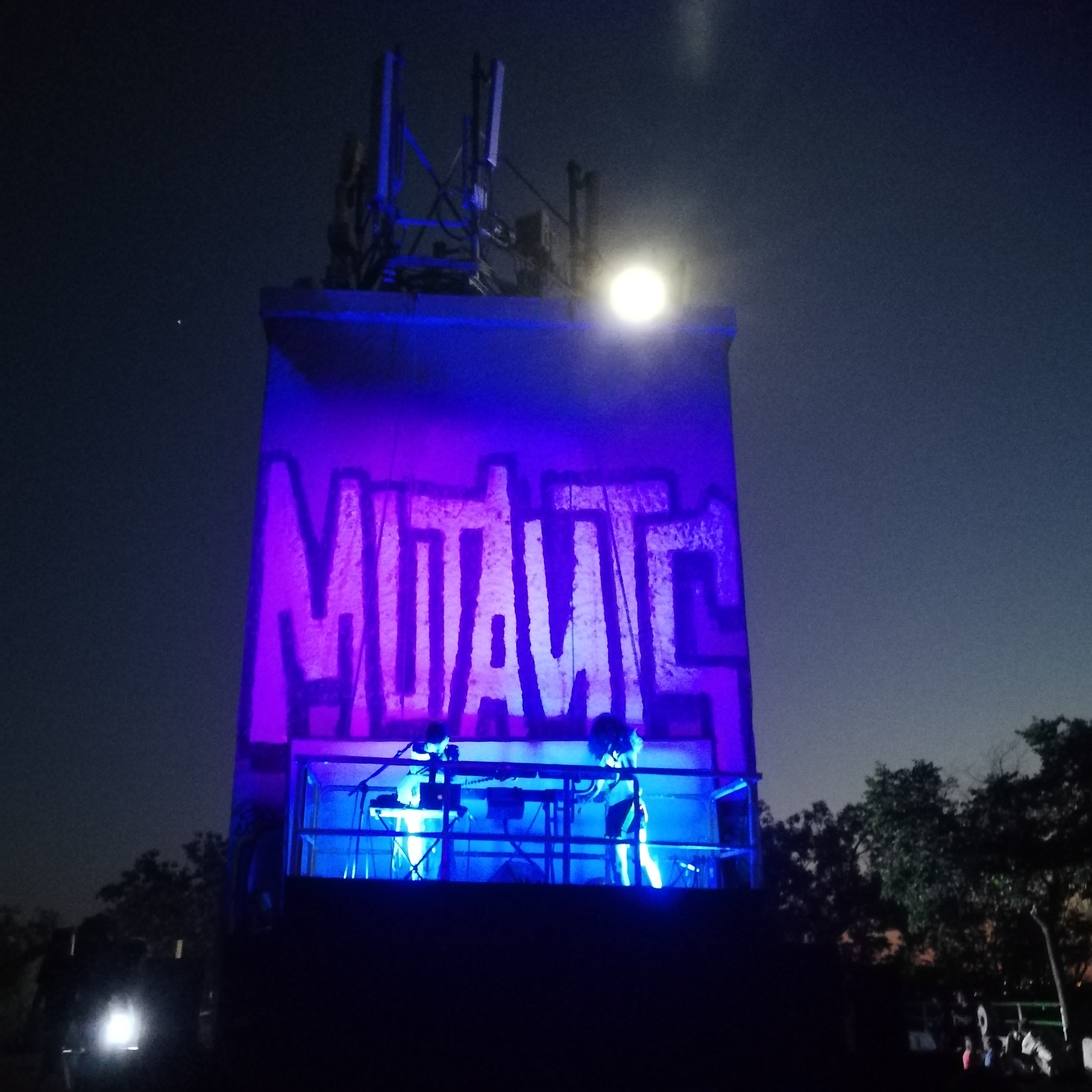
Torreta del Cerro de los locos (nocturna)
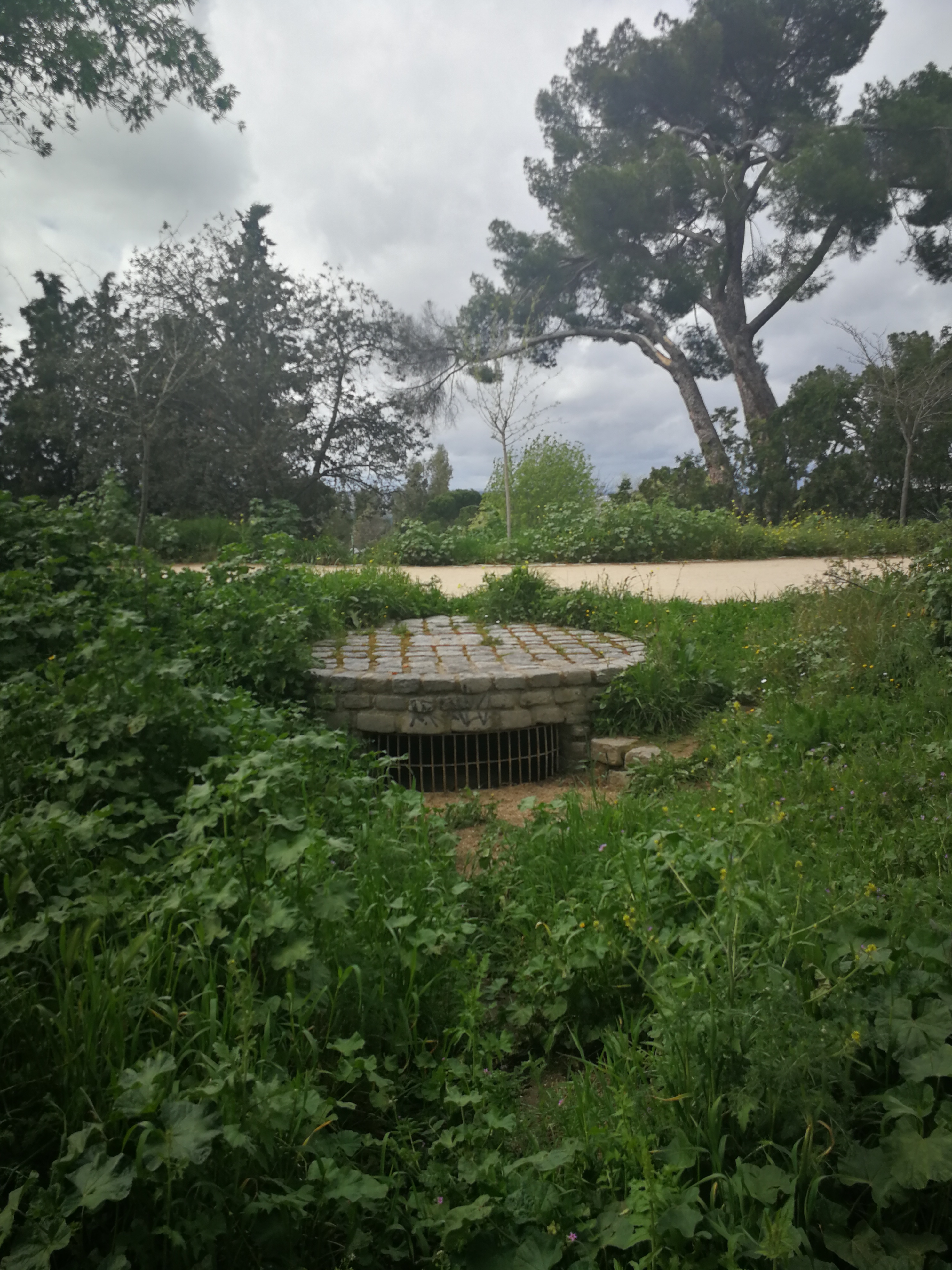
Entrada a uno de los túneles trazados durante la Guerra Civil
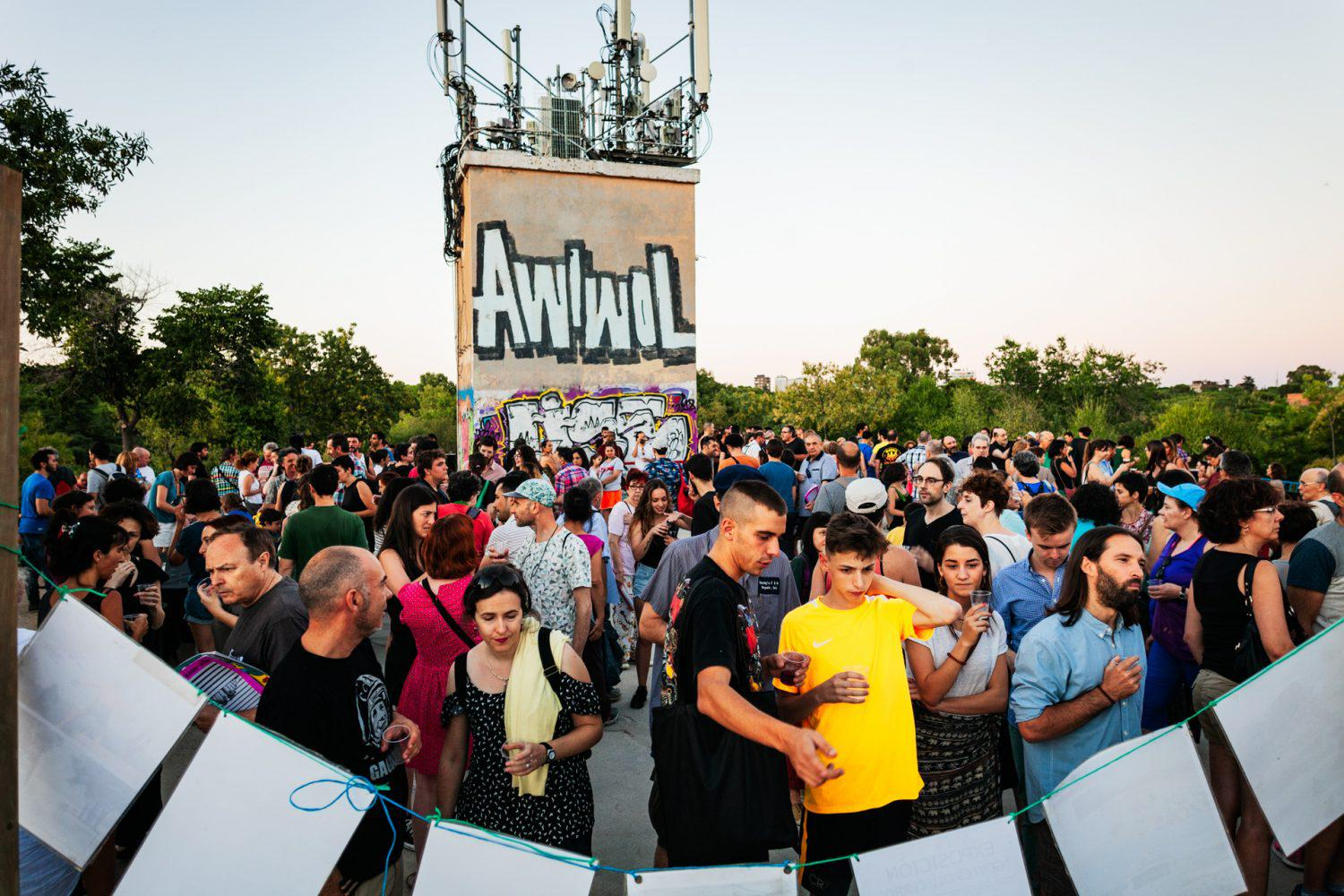
Astronautas y dulzainas en El cerro de los locos